# 我が家の問題
『我が家の問題』（わがやのもんだい）は、奥田英朗による日本の短編小説集。2009年から2011年にかけて『小説すばる』（集英社）に掲載された後、2011年に単行本として集英社から刊行された。
平成の家族小説シリーズ第2弾となる、2007年に刊行された『家日和』に続く「家族」を題材とした作品で、「妻とマラソン」には『家日和』収録の「妻と玄米御飯」と同じ家族（大塚家）が登場する。
2018年2月にNHK BSプレミアムでテレビドラマ化された。

## 収録作品
甲斐甲斐しすぎる妻に窮屈さを感じてしまい、新婚なのに家に帰るのが嫌になった夫を描く「甘い生活?」、夫が仕事のできない男かもしれないと気付いてしまい苦悩する妻を描く「ハズバンド」、両親に離婚の可能性があることに気が付き、親友に悩みを打ち明ける女子高生を描く「絵里のエイプリル」、夫が突然『UFOが見守ってくれている』『宇宙人と交信出来るようになった』と言い出し、不安ばかりが募る妻を描く「夫とUFO」、結婚後、お盆に互いの実家である札幌と名古屋に帰省することにした夫婦を描く「里帰り」、ランニングにハマった妻に東京マラソン出場の機会が訪れる「妻とマラソン」の6作が収録されている。
いずれも『小説すばる』（集英社）に掲載された。
- 甘い生活?（2010年2月号）
- ハズバンド（2009年11月号）
- 絵里のエイプリル（2010年5月号）
- 夫とUFO（2010年11月号）
- 里帰り（2010年9月号）
- 妻とマラソン（2011年2月号）

## テレビドラマ
NHK BSプレミアムの「プレミアムドラマ」枠にて、2018年2月4日から2月25日まで放送された。全4回。
1話完結のオムニバス・シリーズで、各話の主人公である4人の若妻を主演の水川あさみが1人で演じ分ける。各回の夫役は小泉孝太郎、大谷亮平、勝地涼、小池徹平。

### キャスト
第1回「夫とUFOに悩む妻」
- 高木美奈子 - 水川あさみ
- 高木達生 - 小泉孝太郎
- 黒澤千秋 - 田畑智子
- 松浪静円 - 神野三鈴
- 三十島恭介 - 小松和重
- 佐々木亜衣 - 磯山さやか
- 高木美咲 - 豊嶋花
- 高木大樹 - 潤浩
- 警察官 - 篠原篤
- ウェイトレス - 菅原佳子

第2回「仕事ができない夫に悩む妻」
- 井上めぐみ - 水川あさみ
- 井上秀一 - 大谷亮平
- 清水亜希子 - 清水美沙
- 井上恭子 - 木内みどり
- 長谷川忠幸 - 谷川昭一朗
- 鈴木宏 - 池岡亮介
- 山本双葉 - 松岡依都美
- 須藤万桜 - 田川恵美子
- 滝口文夫 - 清水優
- 中西真澄 - 渡辺真起子
- 山下圭吾 - 西沢仁太
- 相馬楓 - 柳英里紗
- 相馬寛人 - 尾倉ケント
- 楓の息子 - 宇佐見謙仁
- 井上みらい - 茨木凰惺

第3回「初めての里帰りに悩む妻」
- 岸本沙代 - 水川あさみ
- 岸本幸一 - 勝地涼
- 阿藤雅美 - 池津祥子
- 阿藤琉花 - 尾杉麻友
- 山田あや - 宮田早苗
- 幸一の叔母 ‐ はやしだみき、岩橋道子
- 桃山晴喜 - 竹井亮介
- 山崎恵麻 - 岩井堂聖子
- 沙代の先輩・同僚 - 松木大輔、成嶋瞳子、安岡直
- 岸本薫 - 長野里美
- 佐竹孝彰 - 菅原大吉
- 佐竹恵子 -原日出子
- 佐竹節子 - 佐々木すみ江
- 岸本和寿 - 益岡徹

最終回「甘い生活? に悩む妻」
- 田中昌美 - 水川あさみ
- 田中淳一 - 小池徹平
- 塩見絵里子 - 関めぐみ
- 河上達也 - 中島歩
- 遠藤祐二 -加治将樹
- 奥村敦子 - 玄覺悠子
- 木島直人 - 落合モトキ
- 足立知則 - 笠松将
- 辻友香 - 安座間美優
- 喫茶店ママ - 川上麻衣子
- 喫茶店マスター - 堀内正美

### スタッフ
- 原作 - 奥田英朗
- 脚本 - 飯野陽子、矢澤春樹
- 音楽 - 新井誠志、きだしゅんすけ
- ナレーション - 槇大輔
- 制作統括 - 管原浩（NHK）、平良英（パオネットワーク）
- 演出 - 萩生田宏治
- 制作・著作 - NHK、パオネットワーク

### 放送日程
| 放送回 | 放送日  | サブタイトル             | ラテ欄                                                  | 原作       | 脚本     |
| ------ | ------- | ------------------------ | ------------------------------------------------------- | ---------- | -------- |
| 第一回 | 2月04日 | 夫とUFOに悩む妻          | 水川あさみが4役! 妻のお悩みオムニバス(1)夫がUFOと交信!? | 夫とUFO    | 飯野陽子 |
| 第二回 | 2月11日 | 仕事ができない夫に悩む妻 | 仕事ができない夫!? に悩む妻                             | ハズバンド | 飯野陽子 |
| 第三回 | 2月18日 | 初めての里帰りに悩む妻   | 初めての里帰りに悩む妻                                  | 里帰り     | 飯野陽子 |
| 最終回 | 2月25日 | 甘い生活? に悩む妻       | 甘い結婚生活のはずが夫は…                               | 甘い生活?  | 矢澤春樹 |

| NHK BSプレミアム プレミアムドラマ   | NHK BSプレミアム プレミアムドラマ       | NHK BSプレミアム プレミアムドラマ |
| 前番組                              | 番組名                                  | 次番組                            |
| ----------------------------------- | --------------------------------------- | --------------------------------- |
| 平成細雪 （2018年1月7日 - 1月28日） | 我が家の問題 （2018年2月4日 - 2月25日） | 弟の夫 （2018年3月4日 - 3月18日） |